# Andrei Igorov
Andrei Igorov   (Brăila, 10 de desembre de 1939 - Brăila, 10 de novembre de 2011) fou un piragüista en aigües tranquil·les romanès que va competir durant la dècada de 1960.
El 1964 va prendre part en els Jocs Olímpics d'Estiu de Tòquio, on guanyà la medalla de plata en la prova del C-1, 1.000 metres del programa de piragüisme. En el seu palmarès també destaquen una medalla de plata al Campionat del Món en aigües tranquil·les de 1963 i dues medalles d'or al Campionat d'Europa de piragüisme en aigües tranquil·les, el 1965 i 1967.